# Adelphacme
Adelphacme, monotipski biljni rod iz porodice loganijeki. Jedini predstavnik je jednogodišnja biljka A. minima, australski endem s juga Zapadne Australije.
Rod je opisan tek 2013. godine nakon što je iz roda Mitreola izdvojena vrsta Mitreola minima, danas A. minima .